# Mr. Sandman
«Mr. Sandman» или «Mister Sandman» (с англ. — «Мистер Песочный человек») — песня, сочинённая Пэтом Баллардом. Изначально записана и выпущена в 1954 году Воном Монро. Широкую известность получила в том же году в исполнении женского вокального ансамбля The Chordettes.
В тексте композиции от лица одинокой девушки выражается просьба к Песочному человеку внушить ей сновидение о привлекательном юноше. Характерной особенностью песни является волнообразная (восходящая, а затем нисходящая) мелодия припева, которая в прочтении The Chordettes пропевалась слогами «Бам-бам-бам-бам…».
Успешные в коммерческом плане кавер-версии композиции «Mr. Sandman» впоследствии записывались и другими артистами, в том числе мужской поп-группой The Four Aces (1954), гитаристом Четом Аткинсом (1954) и кантри-певицей Эммилу Харрис (1981). В исполнении The Chordettes песня включена в Зал славы премии «Грэмми» (2002).

## Версия The Chordettes (1954)

### История
Написанная Пэтом Баллардом песня «Mr. Sandman» поётся от лица девушки, которая перед сном просит Песочного человека послать ей сновидение о прекрасном юноше. Первым песню записал Вон Монро в 1954 году. Она вышла на стороне «Б» его сингла «They Were Doin’ the Mambo», но осталась незамеченной. В том же году женская вокальная группа The Chordettes выпустила на маленьком лейбле Cadence Records свою версию — с безупречным многоголосным пением, оптимистичным и задорно-юношеским настроением, ставшую популярной у подростковой аудитории.
Песня являлась своего рода быстрой колыбельной с характерным ритмом — не бодрящим, но и не убаюкивающим — а по стилю подходила для репертуара барбершоп-квартетов и прочих малых вокальных ансамблей. Одной из её отличительных особенностей была волнообразная (восходящая и затем нисходящая) мелодия припева, исполнявшаяся слогами «Бам-бам-бам-бам…». Вокальные линии в «Mr. Sandman» в основном пелись стаккато. Дополнительную ритмичность композиции обеспечил Арчи Блейер (владелец Cadence Records, дирижёр оркестра на рекорд-сессиях The Chordettes и муж одной из вокалисток группы, Джанет Эртел), который во время записи хлопал ладошками по своим коленям. В связи с этим на грампластинке с песней появилась шуточная пометка: «Knees played by Archie Bleyer» (с англ. — «На коленках сыграл Арчи Блейер»).
Песня возглавила поп-чарты Billboard (прародители нынешнего Hot 100), продержавшись на вершине семь недель. Всего она присутствовала в чартах 20 недель и разошлась тиражом в миллион копий. Также сингл 18 раз появлялся в телепередаче Your Hit Parade, включая восемь недель на позиции № 1 (четыре недели в конце 1954 года и ещё четыре в начале 1955). Редакторы Billboard тогда отметил песню как пример «невиданного доселе» феномена: хитами на независимых лейблах становятся номера, ранее провалившиеся на крупных (двумя другими родоначальниками нового тренда журналисты назвали синглы «Teach Me Tonight» и «That’s What I Like», выпущенные группами The De Caro Sisters и Don, Dick and Jimmy соответственно). В 1955 году Баллард переписал текст своей композиции, назвав её «Mr. Santa» — так этот шлягер стал ещё и рождественской песней.
Журнал Variety в 1956 году внёс «Mister Sandman» в свой перечень Hit Parade of a Half-Century (1905—1955) в числе лучших песен 1954 года (без указания исполнителя). Запись The Chordetts также вошла в составленный ASCAP в 2014 году список Top ASCAP Songs by Year (как песня 1954 года). В 2002 году сингл включён в Зал славы «Грэмми».

### Позиции в чартах
Еженедельные чарты
| Чарты (1954)                                                      | Высшая позиция | Прим.  |
| ----------------------------------------------------------------- | -------------- | ------ |
| США, Billboard, Best Sellers in Stores                            | 1              | [ 12 ] |
| США, Billboard, Most Played by Jockeys                            | 1              | [ 12 ] |
| США, Billboard, Most Played in Juke Boxes                         | 1              | [ 12 ] |
| США, Cash Box, The Nation’s Top 50                                | 1              | [ 13 ] |
| США, Cash Box, The Ten Records Disk Jockeys Played Most This Week | 1              | [ 14 ] |
| США, Cash Box, The Nation’s Top Ten Jukebox Tunes                 | 1              | [ 15 ] |
| Великобритания, NME, UK Singles Chart                             | 11             | [ 16 ] |

Ежегодные чарты
| Чарты (1954—1955)                     | Высшая позиция | Прим.  |
| ------------------------------------- | -------------- | ------ |
| США, Billboard, 1954’s Top Tunes      | 40             | [ 17 ] |
| США, Billboard, 1955’s Top Tunes      | 12             | [ 18 ] |
| США, Cash Box, 1955’s Top Pop Records | 9              | [ 19 ] |

## Версия The Four Aces (1954)

### История
Группа The Four Aces записала свою версию «Mister Sandman» в конце 1954 года для Decca Records, но изменила слова композиции, поскольку в их варианте она пелась от имени мужчины, который пытается найти идеальную девушку. В этой связи из текста пропала женская фраза-пожелание: «Give him a lonely heart like Pagliacci, and lots of wavy hair like Liberace» (с англ. — «Пускай у него будет одинокое сердце, как у Паяца и густые волнистые волосы как у Либераче»). Данная интерпретация песни достигла позиции № 5 в поп-чартах Billboard (предшественниках Hot 100). Именно она звучит в популярном фильме «Назад в будущее» (1985).

### Позиции в чартах
Еженедельные чарты
| Чарты (1955)                              | Высшая позиция | Прим.  |
| ----------------------------------------- | -------------- | ------ |
| США, Billboard, Best Sellers in Stores    | 9              | [ 20 ] |
| США, Billboard, Most Played by Jockeys    | 5              | [ 20 ] |
| США, Billboard, Most Played in Juke Boxes | 6              | [ 20 ] |
| Великобритания, NME, UK Singles Chart     | 9              | [ 21 ] |
| Бельгия/Фландрия, Ultratop 50             | 2              | [ 22 ] |

Ежегодные чарты
| Чарты (1955)                     | Высшая позиция | Прим.  |
| -------------------------------- | -------------- | ------ |
| США, Billboard, 1955’s Top Tunes | 12             | [ 18 ] |

## Версия Чета Аткинса (1954)

### История
Гитарист Чет Аткинс записал инструментальную версию «Mister Sandman» 17 ноября 1954 года на студии RCA Victor в Нэшвилле. Трек демонстрировал его навыки аранжировщика и исполнителя гитарной музыки, отличаясь живым темпом, сложной аккордовой структурой, приджазованными мелодией и гармонией, многократными сменами тональности. Композицию Аткинс сыграл почти единолично, воспроизводя на гитаре одновременно мелодию и аккомпанемент с помощью фингерпикинга. Прочие инструменты (челеста, пианино и ударные) шли едва заметным фоном. Для записи Аткинс использовал гитару Gretsch (предположительно модель 6120) и усилитель EchoSonic.
В январе 1955 года сингл с этой композицией обеспечил Аткинсу первое в его карьере попадание в чарты Billboard, поднявшись до строчки № 13 в кантри-хит-параде, являвшемся предшественником современного Hot Country Songs. Впоследствии Аткинс записал ещё одну версию «Mister Sandman» — для своего альбома The Magic of Chet Atkins (1990). В этом треке ему аккомпанировали струнные, клавишные, бас и ударные, а сам музыкант играл на цельнокорпусной гитаре Gibson Chet Atkins CE, разработанной специально для него в начале 1980-х годов. Данная версия однако осталась в целом незамеченной публикой, поскольку сам альбом не получил широкой розничной дистрибуции.

### Музыканты на записи
- Чет Аткинс: электрогитара
- Бад Айзекс: стил-гитара
- Эрни Ньютон: бас
- Бадди Харман: ударные
- Марвин Хьюз: пианино, челеста

### Позиции в чартах
Еженедельные чарты
| Чарты (1955)                                                       | Высшая позиция | Прим.  |
| ------------------------------------------------------------------ | -------------- | ------ |
| США, Billboard, Country & Western Records — Best Sellers in Stores | 15             | [ 25 ] |
| США, Billboard, Country & Western Records — Most Played by Jockeys | 13             | [ 25 ] |

## Версия Эммилу Харрис (1981)

### История
В январе 1978 года кантри-певицы Эммилу Харрис, Долли Партон и Линда Ронстадт записали собственное прочтение «Mister Sandman» для их будущего совместного лонгплея, но вскоре работа над альбомом была приостановлена, возобновившись лишь в 1986-м. В итоге номер в исполнении трёх артисток появился на сольной пластинке Харрис — Evangeline (1981). Следом песня вышла в формате сингла с композицией «Fools Thin Air» на обратной стороне в США и «Ashes by Now» в Великобритании. Однако из-за правовых нюансов для него Харрис пришлось одной спеть все три вокальные партии. Данный трек в конечном счёте попал в Топ-40 и Топ-10 американских чартов Hot 100 и Hot Country Songs соответственно, попутно возглавив канадский Country 50 Singles. Кроме того, на композицию было снято музыкальное видео премьера которого состоялась в телепередаче Midnight Special в формате сдвоенного клипа «Mister Sandman» / «I Don’t Have to Crawl». Сингловая версия «Mister Sandman» впоследствии появлялась также на харрисовских сборниках: Profile II: The Best of Emmylou Harris (1984) и Anthology: The Warner/Reprise Years (2001).

### Оценки
Согласно рецензентам из журнала Cash Box, интерпретацию Харрис отличает яркая аранжировка в стиле техасского свинга и «колыбельное» электропианино; в результате номер навевает воспоминания о 1940-х годах, но в то же время звучит современно. Редакторы издания Billboard сочли, что своим прочтением песни артистка «возвращает музыке для пижамной вечеринки то место, которое она когда-то занимала в американской культуре», продолжая дело программы Your Hit Parade. Вдобавок, по их замечанию, чтобы композиция идеально отвечала духу 1950-х, певица даже сохранила в тексте отсылку к Либераче. Получившийся в итоге трек обозреватели назвали «нежным как свежее суфле», а также «милым и ностальгическим». Журналисты еженедельника Record World в свою очередь констатировали, что Харрис удалось воссоздать на записи богатое звучание The Chordettes и в итоге номер должен понравиться слушателям независимо от их музыкальных вкусов. Поместив релиз в рубрику «Выбор недели», рецензенты также спрогнозировали успех сингла сразу в нескольких радиоформатах. Наконец, по мнению Ронстадт, версия «Mister Sandman», полностью спетая Харрис, «драматически, бесконечно, лучше», чем записанная ими втроём с Партон, поскольку в трио-варианте их вокальные гармонии не строят.

### Музыканты на записи
- Брайан Ахерн: акустическая гитара
- Альберт Ли: соло-гитара
- Билл Пэйн: электропианино
- Эмори Горди: бас
- Дейв Льюис: ударные

### Позиции в чартах
Еженедельные чарты
| Чарты (1981)                                  | Высшая позиция | Прим.  |
| --------------------------------------------- | -------------- | ------ |
| США, Billboard Hot 100                        | 37             | [ 37 ] |
| США, Billboard, Hot Country Songs             | 10             | [ 38 ] |
| США, Billboard, Hot Adult Contemporary Tracks | 8              | [ 39 ] |
| США, Cash Box, Top 100 Singles                | 37             | [ 40 ] |
| США, Cash Box, Top 100 Country                | 9              | [ 41 ] |
| США, Record World, Singles                    | 40             | [ 42 ] |
| США, Record World, Country Singles            | 9              | [ 43 ] |
| США, Record World, A/C Chart                  | 12             | [ 44 ] |
| США, Radio & Records, Country                 | 4              | [ 45 ] |
| США, Radio & Records, A/C                     | 1              | [ 46 ] |
| Канада, RPM, 50 Singles                       | 42             | [ 47 ] |
| Канада, RPM, Country 50 Singles               | 1              | [ 48 ] |
| Австралия, Kent Music Report                  | 19             | [ 49 ] |
| Австрия, Ö3 Austria Top 40                    | 15             | [ 50 ] |
| Бельгия/Фландрия, Ultratop 50                 | 8              | [ 51 ] |
| Швейцария, Schweizer Hitparade                | 5              | [ 52 ] |
| Германия, Official German Charts              | 14             | [ 53 ] |
| Нидерланды, Single Top 100                    | 9              | [ 54 ] |
| Нидерланды, Dutch Top 40                      | 8              | [ 55 ] |
| Новая Зеландия, Top 40 Singles                | 16             | [ 56 ] |

Ежегодные чарты
| Чарты (1981)                     | Позиция | Прим.  |
| -------------------------------- | ------- | ------ |
| США, Radio & Records, Country    | 76      | [ 57 ] |
| США, Radio & Records, A/C        | 65      | [ 58 ] |
| Канада, RPM, Country Singles     | 25      | [ 59 ] |
| Бельгия/Фландрия, Ultratop 50    | 73      | [ 60 ] |
| Германия, Official German Charts | 35      | [ 61 ] |
| Нидерланды, Dutch Top 40         | 83      | [ 62 ] |

### Награды
ASCAP Country Awards
Награда компании ASCAP авторам наиболее ротируемых кантри-песен 1981 года.
| Год  | Категория                    | Работа           | Номинант    | Итог   | Прим.  |
| ---- | ---------------------------- | ---------------- | ----------- | ------ | ------ |
| 1982 | Most Performed Country Songs | «Mister Sandman» | Пэт Бэллард | Победа | [ 63 ] |

Remi Award
Награда Международного кинофестиваля в Хьюстоне (WorldFest).
| Год  | Категория             | Работа                                     | Номинант             | Итог      | Прим.  |
| ---- | --------------------- | ------------------------------------------ | -------------------- | --------- | ------ |
| 1982 | TVP-Music Promo Tapes | «Mister Sandman» / «I Don’t Have to Crawl» | Warner Bros. Records | Gold Remi | [ 64 ] |

## Прочие версии
Свои популярные версии «Mister Sandman» в 1954 году выпустили Бадди Морроу и The Lancers. Среди других исполнителей, записывавших эту песню: Бобби Ви, The Flirtations, Берт Кемпферт, Лес Пол и Мэри Форд, Линда Маккартни. Помимо прочего, композиция также исполнялась актёрами офф-бродвейского ревю «The Taffetas» (1988) и прозвучала в фильмах «Назад в будущее» (1985) и «Плакса» (1990).

## Комментарии
1. ↑  Песня попала в чарт без указания исполнителя.
2. 1 2  Для песни указаны два исполнителя: The Chordettes и The Four Aces.